# 1990-es Formula–1 ausztrál nagydíj
A ausztrál nagydíj volt az 1990-es Formula–1 világbajnokság szezonzáró futama. Ez a Formula–1 500. nagydíja.

## Futam
Az utolsó versenyt Ausztráliában rendezték, ahol a McLarenek indultak az első sorból, Mansell és Prost Ferrarija előtt.
Piquet megelőzte Alesit és Patresét a rajtnál, így az ötödik helyre jött fel, Senna, Berger, Mansell és Prost mögé. A 2. körben Mansell megelőzte Bergert. Miközben védte pozícióját, feltartotta Prostot, akit így Piquet megelőzött. A brazil hamarosan Bergert is megelőzte, míg Senna és Mansell elhúzott az élen. A 43. körben Mansell nem tudta bevenni az egyik kanyart. Senna  a 62. körben váltóprobléma miatt a falnak ütközött és kiesett. A boxkiállások után Piquet vezetett Mansell, Berger és Prost előtt. Mansell hátrányát gyorsan csökkentette Piquet-vel szemben. A befutóig háromszor döntötte meg a pályarekordot, körönként két másodperccel csökkentette hátrányát. 4 körrel a leintés előtt Piquet hibázott, így Mansell szinte közvetlenül mögé ért. Mansell az utolsó körben, a hosszú egyenes végén megpróbálta megelőzni a brazilt, de nem sikerült neki. Piquet győzött Mansell, Prost és Berger előtt.
A szezon végén Senna lett a világbajnok 78 pontjával, a 71 pontos Prost és a 43 pontos Piquet előtt.
A konstruktőri bajnokságot a McLaren nyerte 121 ponttal. A Ferrari 110, a Benetton 71 egységet szerzett.
|         | Rsz. | Versenyző          | Csapat                | Körök | Idő/Kiesések | Rajthely | Pontok |
| ------- | ---- | ------------------ | --------------------- | ----- | ------------ | -------- | ------ |
| 1       | 20   | Nelson Piquet      | Benetton-Ford         | 81    | 1:49:44,570  | 7        | 9      |
| 2       | 2    | Nigel Mansell      | Ferrari               | 81    | +3,129       | 3        | 6      |
| 3       | 1    | Alain Prost        | Ferrari               | 81    | +37,259      | 4        | 4      |
| 4       | 28   | Gerhard Berger     | McLaren-Honda         | 81    | +46,862      | 2        | 3      |
| 5       | 5    | Thierry Boutsen    | Williams-Renault      | 81    | +1:51,160    | 9        | 2      |
| 6       | 6    | Riccardo Patrese   | Williams-Renault      | 80    | +1 kör       | 6        | 1      |
| 7       | 19   | Roberto Moreno     | Benetton-Ford         | 80    | +1 kör       | 8        |        |
| 8       | 4    | Jean Alesi         | Tyrrell-Ford          | 80    | +1 kör       | 5        |        |
| 9       | 23   | Pierluigi Martini  | Minardi-Ford          | 79    | +2 kör       | 10       |        |
| 10      | 25   | Nicola Larini      | Ligier-Ford           | 79    | +2 kör       | 12       |        |
| 11      | 26   | Philippe Alliot    | Ligier-Ford           | 78    | +3 kör       | 12       |        |
| 12      | 8    | Stefano Modena     | Brabham-Judd          | 77    | +4 kör       | 17       |        |
| 13      | 14   | Olivier Grouillard | Osella-Ford           | 74    | +7 kör       | 22       |        |
| Kiesett | 21   | Emanuele Pirro     | Dallara-Ford          | 68    | Motorhiba    | 21       |        |
| Kiesett | 27   | Ayrton Senna       | McLaren-Honda         | 61    | Kicsúszás    | 1        |        |
| Kiesett | 17   | Gabriele Tarquini  | AGS-Ford              | 58    | Motorhiba    | 26       |        |
| Kiesett | 12   | Johnny Herbert     | Lotus-Lamborghini     | 57    | Kuplung      | 18       |        |
| Kiesett | 3    | Nakadzsima Szatoru | Tyrrell-Ford          | 53    | Kicsúszás    | 13       |        |
| Kiesett | 16   | Ivan Capelli       | Leyton House-Judd     | 46    | Gázadagoló   | 14       |        |
| Kiesett | 11   | Derek Warwick      | Lotus-Lamborghini     | 43    | Váltó        | 11       |        |
| Kiesett | 15   | Maurício Gugelmin  | Leyton House-Judd     | 27    | Fékek        | 16       |        |
| Kiesett | 22   | Andrea de Cesaris  | Dallara-Ford          | 23    | Elektronika  | 15       |        |
| Kiesett | 29   | Éric Bernard       | Larrousse-Lamborghini | 21    | Váltó        | 23       |        |
| Kiesett | 24   | Gianni Morbidelli  | Minardi-Ford          | 20    | Váltó        | 20       |        |
| Kiesett | 7    | David Brabham      | Brabham-Judd          | 18    | Kicsúszás    | 25       |        |
| Kiesett | 30   | Szuzuki Aguri      | Larrousse-Lamborghini | 6     | Erőátvitel   | 24       |        |
| NK      | 9    | Michele Alboreto   | Arrows-Ford           |       |              |          |        |
| NK      | 18   | Yannick Dalmas     | AGS-Ford              |       |              |          |        |
| NK      | 10   | Alex Caffi         | Arrows-Ford           |       |              |          |        |
| NK      | 31   | Bertrand Gachot    | Coloni-Ford           |       |              |          |        |

## A világbajnokság végeredménye
| H   | Versenyzők         | Pont    | H   | Konstruktőrök     | Pont |
| --- | ------------------ | ------- | --- | ----------------- | ---- |
| 1.  | Ayrton Senna       | 78      | 1.  | McLaren-Honda     | 121  |
| 2.  | Alain Prost        | 71 (73) | 2.  | Ferrari           | 110  |
| 3.  | Nelson Piquet      | 43 (44) | 3.  | Benetton-Ford     | 71   |
| 4.  | Gerhard Berger     | 43      | 4.  | Williams-Renault  | 57   |
| 5.  | Nigel Mansell      | 37      | 5.  | Tyrrell-Ford      | 16   |
| 6.  | Thierry Boutsen    | 34      | 6.  | Lola-Lamborghini  | 11   |
| 7.  | Riccardo Patrese   | 23      | 7.  | Leyton House-Judd | 7    |
| 8.  | Alessandro Nannini | 21      | 8.  | Lotus-Lamborghini | 3    |
| 9.  | Jean Alesi         | 13      | 9.  | Arrows-Ford       | 2    |
| 10. | Ivan Capelli       | 6       | 10. | Brabham-Judd      | 2    |

(A teljes lista)

## Statisztikák
Vezető helyen:
- Ayrton Senna: 61 kör (1-61)
- Nelson Piquet: 20 kör (62-81)

Nelson Piquet 22. győzelme, Ayrton Senna 52. (R) pole-pozíciója, Nigel Mansell 16. leggyorsabb köre.
- Benetton 4. győzelme.

Gerhard Berger és Philippe Alliot 100. versenye.